# Messalina orgasmo imperiale
Messalina orgasmo imperiale è un film del 1983 diretto da Oliver J. Clarke (alias Joe D'Amato).
È una pellicola di genere erotico-pornografico.

## Produzione
Realizzato dopo Caligola - La storia mai raccontata dello stesso D'Amato, il film utilizzò le medesime scenografie e fu presentato nel 1982 con il semplice titolo Messalina; non superò il visto della censura e, dopo minimi tagli, uscì nelle sale l'anno seguente come Messalina orgasmo imperiale.